# Природозащитен център „Източни Родопи“
 Тази статия е за природозащитния център.  За планината Източни Родопи вижте Източни Родопи.  
Природозащитен център „Източни Родопи“ е основан през 1998 г., като природозащитна и образователна структура представяща биоразнообразието на Източните Родопи и неговото опазване.

## Местоположение
Природозащитният център се намира в близост до Маджарово в Източните Родопи, на склона на дълбока и тясна долина на река Арда, заобиколена от планински склонове и скални масиви.
Мястото е от световно значение като представителен район за средиземноморския биом в България. Тук се намира една от колониите на белоглавия лешояд в България. Маджарово е едно от най-важните места в страната за опазването на грабливите птици и специално за световнозастрашения египетски лешояд.

## История
Природозащитният център е създаден от Българското дружество за защита на птиците през 1998 г. като природозащитен, посетителски и информационен център. Той е изграден с финансовата подкрепа на швейцарското правителство в рамките на Българо-швейцарската програма за опазване на биоразнообразието и е първият по рода си създаден природозащитен център в Родопите.

## Експозиция
Информационни табла, снимки, рисунки и графити представят на посетителите биоразнообразието на Източните Родопи – едно от най-богатите в Европа – общо 4329 животински вида, от които 278 вида птици.
Център на вниманието на интерактивната изложба са най-известните диви обитатели на района – лешоядите. Четирите вида лешояди, които могат да бъдат видени в България – египетският, белоглавият, черният и брадатият, са представени с табла „лични карти“ с най-важната информация за живота им. Първите два вида гнездят в района на Маджарово, а черният е само гост от Гърция. Брадатият лешояд е една от най-редките птици в България и почти невъзможно да бъде видян на живо в района, но е включен в изложбата.
В специално табло са представени много факти за уникалното биологично разнообразие на местността. С рисунки и текст, обособени в специален кът, се вижда как дивата природа постепенно се завръща в района, благодарение на усилията на хората.

## Туризъм
През 2017 г. Природозащитният център става част от туристическото движение „Опознай България – 100 национални туристически обекта“ под номер 72Г – Маджарово – Природозащитен център „Източни Родопи“. Основна цел заложена при стопанисването на центъра е да може да се издържа като устойчива структура, самофинансираща се по линия на екологичния туризъм.